# Jewgeni Alexandrowitsch Beloussow
Jewgeni Alexandrowitsch Beloussow (russisch Евге́ний Алекса́ндрович Белоу́сов, auch Yevgeni Belousov transkribiert; * 20. Dezember 1970 in Tscheljabinsk, Sowjetunion) ist ein ehemaliger sowjetischer Amateurboxer im Superschwergewicht.

## Karriere
Beloussow begann im Alter von 12 Jahren mit dem Boxen. Sein erster Trainer war Wiktor Baranow. Seine ersten großen Erfolge konnte er im Jahre 1988 verbuchen, als er die sowjetische Junioren-Meisterschaft sowie die Junioren-Europameisterschaft für sich entschied. Bei der Junioren-EM, die im polnischen Gdańsk vom 8. bis zum 14. August jenes Jahres ausgetragen wurde, besiegte Beloussow Valentin Georgiev und Joern Gerhardt jeweils mit 5:0 nach Punkten und Massimo Migliaccio in der 1. Runde vorzeitig. Zwei Jahre später gewann er die sowjetische Meisterschaft der Senioren und die Goodwill Games in Seattle, wo er sensationell im Viertelfinale den Kubaner Roberto Balado in Runde 1. vorzeitig bezwang – im Halbfinale besiegte er den Rumänen Vasile Adumitroaie durch Disqualifikation in der 3. Runde und im Finale den US-Amerikaner Larry Donald mit 3:2 Richterstimmen.
Das Jahr 1991 erwies sich als das erfolgreichste seiner Karriere. Mit einem Abbruchsieg in Runde 3 über den Finnen Mika Kihlstroem und einem einstimmigen Punktsieg über den Bulgaren Swilen Rusinow und den Deutschen Andreas Schneider wurde Beloussow in der schwedischen Hauptstadt Göteborg am 12. Mai jenes Jahres Europameister. Bei der Weltmeisterschaft desselben Jahres in Sydney sicherte er sich eine Bronzemedaille. Er Siegte über Seung Won Jung in Runde 1 durch Aufgabe und über Henryk Zatyka nach Punkten, ehe er im Halbfinale dem Kubaner Roberto Balado klar und einstimmig nach Punkten unterlag.
Im finnischen Tampere eroberte Beloussow bei den 7. Weltmeisterschaften zwei Jahre später eine weitere Bronzemedaille. Dort gewann er unter anderem gegen Richard Igbineghu mit 15.14 nach Punkten und verlor im Halbfinale gegen Swilen Rusinow mit 7:5.